# Susan Walters
Susan Walters (Atlanta, 28 settembre 1963) è un'attrice e modella statunitense, conosciuta maggiormente per il ruolo di Lorna Forbes nella soap opera Quando si ama, per il ruolo di Diane Jenkins nella soap opera della CBS Febbre d'amore, per il ruolo di Carol Lockwood nella serie televisiva della CW The Vampire Diaries, per il ruolo di Natalie Martin nella serie televisiva Teen Wolf, e per quello di Priscilla Presley nella serie televisiva Elvis and me.

## Biografia

### Primi anni
Susan Walters nasce ad Atlanta in Georgia, dove nel 1980 si diploma alla Chamblee High School. Nel 1981 viene nominata Miss Teen All American come rappresentante della Georgia.

### Carriera
Il ruolo di maggior rilievo ottenuto è stato quello di Priscilla Presley nella serie televisiva Elvis and Me. Successivamente lavora nella serie statunitense della NBC intitolata Dear John. Nel 2005 ottiene il ruolo di Meg Kramer in Point Pleasant, serie che verrà cancellata dopo una sola stagione. Inoltre apparirà come guest star in un episodio di CSI e CSI: Miami. 
Susan recita nella sesta stagione della serie One Tree Hill dove impersona il preside Rimkus. Ma il ruolo che le fa acquisire maggior nota è quello di Diane Jenkins in Febbre d'amore dal 2001 al 2004, per poi tornare nel 2010 per due ulteriori episodi e nuovamente dal 2022. 
L'attrice ha una piccola parte anche nella serie giovanile Teen Wolf, come madre di Lydia Martin. Mentre dal 2009 al 2012 veste i panni di Carol Lockwood, sindaco di Mystic Falls, nella serie televisiva The Vampire Diaries.

## Vita privata
Susan Walters è sposata con l'attore Linden Ashby dal 1986. I due si sono conosciuti sul set della soap opera Quando si ama nella quale entrambi hanno recitato. Hanno avuto due figlie: Frances Grace, nata nel 1991, e Savannah Elizabeth, nata nel 1992.

## Filmografia

### Cinema
- Mamma ho acchiappato un russo (Russkies), regia di Rick Rosenthal (1987)
- Prossima fermata: paradiso (Defending Your Life), regia di Albert Brooks (1991)
- Galassie in collisione (Galaxies Are Colliding), regia di John Ryman (1992)
- Two Guys Talkin' About Girls, regia di Steven Pearl (1995)
- Solo se il destino ('Til There Was You), regia di Scott Winant (1997)
- Gioco nella tempesta (Gale Force), regia di Jim Wynorski (2002)
- Blood Done Sign My Name, regia di Jeb Stuart (2010)
- Big Mama - Tale padre, tale figlio (Big Mommas: Like Father, Like Son), regia di John Whitesell (2011)
- La regola del gioco (Kill the Messenger), regia di Michael Cuesta (2014)
- Nozze d'inverno (A Family for the Holidays), regia di Jake Helgren (2017)

### Televisione
- Quando si ama (Loving) – serial TV, puntata 1 (1983)
- L'albero delle mele (The Facts of Life) – serie TV, episodio 8x21 (1987)
- Casalingo Superpiù (Who's the Boss) – serie TV, episodio 3x23 (1987)
- Hotel – serie TV, 11 episodi (1987-1988)
- Elvis and Me – film TV (1988)
- Infermiere a Los Angeles (Nightingales) – film TV (1988)
- Simon & Simon – serie TV, episodio 8x04 (1988)
- Infermiere a Los Angeles (Nightingales) – serie TV, 13 episodi (1989)
- Hardball – serie TV, episodio 1x02 (1989)
- Grand Slam – film TV (1990)
- Trappola di morte (In the Line of Duty: A Cop for the Killing) – film TV (1990)
- Caro John (Dear John) – serie TV, 56 episodi (1990-1992)
- La signora in giallo (Murder, She Wrote) – serie TV, episodio 10x02 (1993)
- Matlock – serie TV, episodio 8x08 (1993)
- Come Cenerentola (The Counterfeit Contessa) – film TV (1994)
- XXX's & OOO's – film TV (1994)
- La legge non è uguale per tutti (Texas Justice) – film TV (1995)
- Il barone – miniserie TV (1995)
- Maledetta fortuna (Strange Luck) – serie TV, episodio 1x09 (1995)
- Seinfeld – serie TV, episodi 4x20-8x01 (1993-1996)
- The Big Easy – serie TV, 22 episodi (1996-1997)
- Spy Game – serie TV, episodio 1x09 (1997)
- Nash Bridges – serie TV, episodio 3x01 (1997)
- Persi nell'oceano (Two Came Back) – film TV (1997)
- Caroline in the City – serie TV, episodio 3x15 (1998)
- Melrose Place – serie TV, 7 episodi (1998)
- Ho sposato un alieno (I Married a Monster) – film TV (1998)
- Love Boat - The Next Wave – serie TV, episodio 2x08 (1998)
- Hotel del Sol – serie TV, episodio 1x00 (1998)
- Verità inconfessabile (Where the Truth Lies) – film TV (1999)
- Una vacanza di tutto lavoro (Horse Sense), regia di Grag Beeman – film TV (1999)
- Providence – serie TV, episodio 2x13 (2000)
- In tribunale con Lynn (Family Law) – serie TV, episodi 1x09-1x18 (1999-2000)
- The War Next Door – serie TV, 13 episodi (2000)
- In vacanza con i pirati (Jumping Ship), regia di Michael Lange – film TV (2001)
- Crossing Jordan – serie TV, episodio 1x03 (2001)
- The Ellen Show – serie TV, episodio 1x14 (2002)
- CSI - Scena del crimine (CSI: Crime Scene Investigation) – serie TV, episodio 3x21 (2003)
- Carnivàle – serie TV, episodio 1x03 (2003)
- JAG - Avvocati in divisa (JAG) – serie TV, episodio 9x21 (2004)
- Summerland – serie TV, episodio 1x07 (2004)
- Combustion – film TV (2004)
- CSI: Miami – serie TV, episodio 3x08 (2004)
- Cold Case - Delitti irrisolti (Cold Case) – serie TV, episodio 3x23 (2006)
- Point Pleasant – serie TV, 13 episodi (2005-2006)
- Split Decision – film TV (2006)
- Senza traccia (Without a Trace) – serie TV, episodio 5x16 (2007)
- Killer diabolico (Framed for Murder) – film TV (2007)
- One Tree Hill – serie TV, episodi 6x16-6x18-6x19 (2009)
- Drop Dead Diva – serie TV, episodio 1x01 (2009)
- Army Wives - Conflitti del cuore (Army Wives) – serie TV, episodio 3x16 (2009)
- Febbre d'amore (The Young and the Restless) – serial TV, 53 puntate (2001-2004, 2010, 2022-in corso)
- Marry Me – miniserie TV (2010)
- The Vampire Diaries – serie TV, 34 episodi (2009-2012)
- The Following – serie TV, episodio 1x01 (2013)
- Perception – serie TV, episodio 2x04 (2013)
- Star-Crossed – serie TV, 5 episodi (2014)
- Girlfriends' Guide to Divorce – serie TV, episodio 1x10 (2015)
- Le regole del delitto perfetto (How to Get Away with Murder) – serie TV, episodio 2x07 (2015)
- The Flash – serie TV, episodi 3x05-5x18 (2016)
- Teen Wolf – serie TV, 24 episodi (2011-2017)
- NCIS - Unità anticrimine (NCIS) – serie TV, episodio 15x23 (2018)
- The Fosters – serie TV, episodi 5x20-5x21-5x22 (2018)
- Un fidanzato pericoloso (Murdered at 17), regia di Curtis Crawford – film TV (2018)

### Videogioco
- X-Men 2: Clone Wars, Mystique (1995) (voce)
- X-Men, Mystique (1993) (voce)

## Doppiatrici italiane
Nelle versioni italiane delle opere in cui ha recitato, Susan Walters viene doppiata da:
- Laura Boccanera in Infermiere a Los Angeles, Cold Case - Delitti irrisolti
- Roberta Pellini in The Fosters, Good Trouble
- Claudia Balboni in Quando si ama
- Claudia Razzi in Prossima fermata: Paradiso
- Daniela Cavallini ne La signora in giallo
- Cristina Grado in Perception
- Mariadele Cinquegrani ne Le regole del delitto perfetto
- Cristina Boraschi in The Flash
- Daniela D'Angelo in Teen Wolf
- Emilia Costa in The Vampire Diaries
- Michela Alborghetti in NCIS - Unità anticrimine
- Roberta Paladini in Point Pleasant
- Stefania Patruno in Febbre d'amore
- Tiziana Avarista in The Big Easy